# ルパート・マンウォリング
- マンワリング

ルパート・マンウォリング（Rupert Manwaring、1956年 - ）は、イギリスのレーシングチームマネージャー。チーム・ロータスなど多くのF1チームでマネージャーを務めた。
同じ名前の息子はF1ドライバーのパフォーマンス・マネージャーをしている。

## 経歴
ロンドン南部の郊外で育ったマンウォリングは、子供の頃からレーシングのファンであった。ブライトンのサセックス大学で機械工学を学び、大学の休暇中にはエデンブリッジのF1チーム、サーティースで働いた。

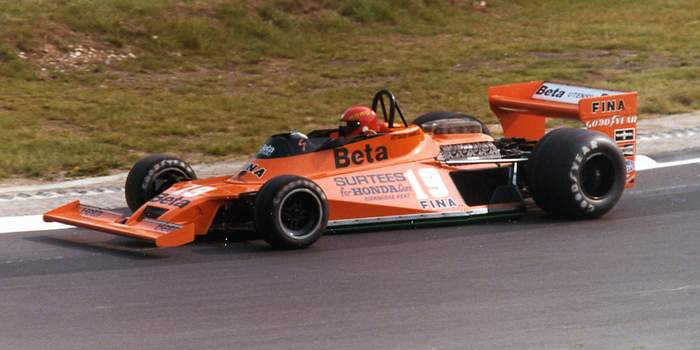
サーティース・TS20（1978年）

21歳で大学を卒業後、サーティースのデザインオフィスでドラフトマンの仕事に就くが、しばらくしてレースチームに異動し、1年後の1978年にはアシスタントチームマネージャーとなった。しかし1979年にチームが解散となったため、ブラバムでストア・コーディネーターとして働くこととなった。ブラバムではバーニー・エクレストンとハービー・ブラッシュの下につき、最終的にはアシスタントチームマネージャーとなった。
1984年にブラバムを辞めてクラコ (Kraco_Enterprises) のインディカーチームで働くが、数ヶ月後にはF1チームのハース・ローラに移り、テイラー・アレキサンダーの下でアシスタントチームマネージャーとなった。しかしメインスポンサーのベアトリス・フーズの撤退により1986年にチームは解散となり、マンウォリングはチーム・ロータスに移った。

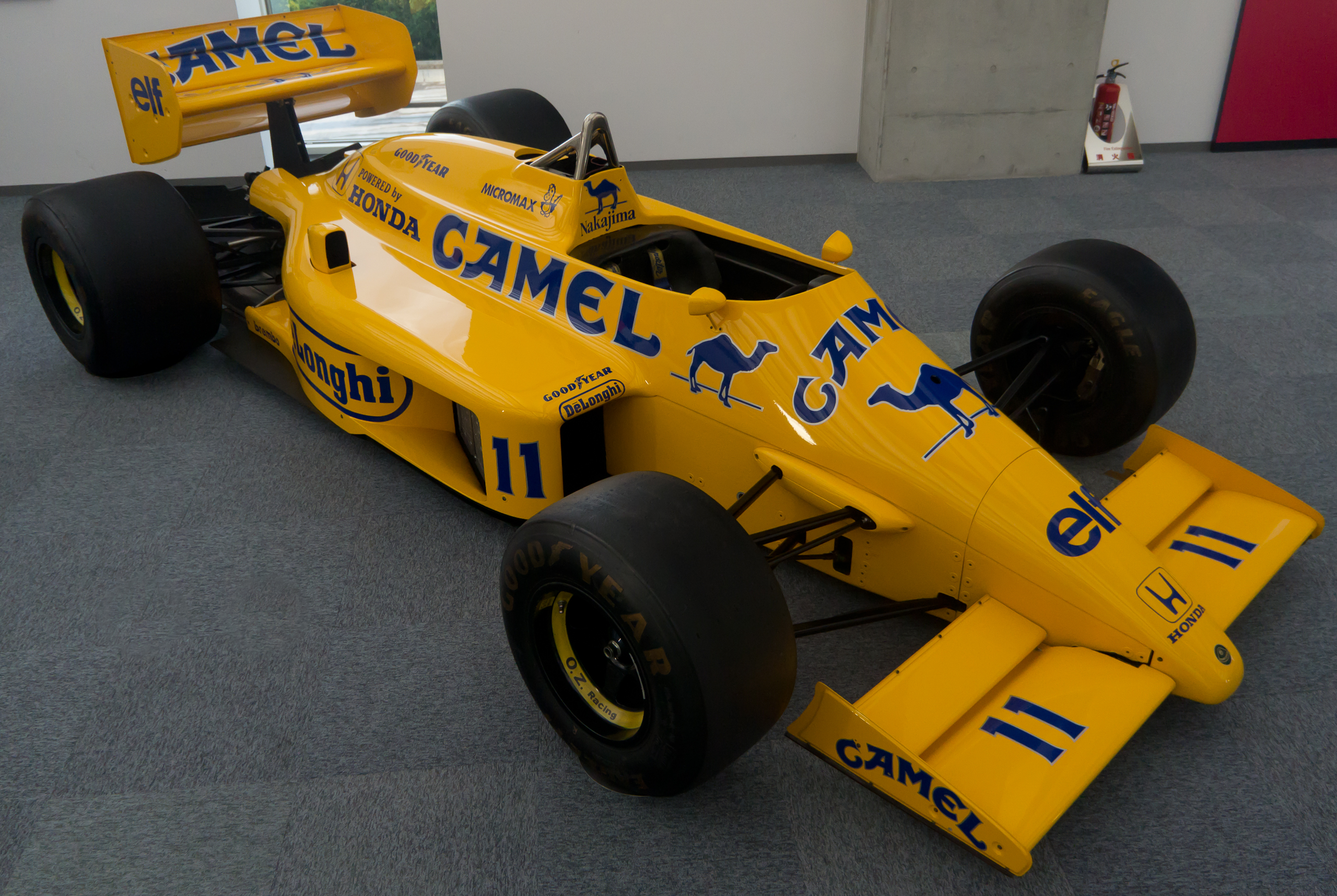
ロータス・99T（1987年）

ロータスではピーター・ウォーのアシスタントチームマネージャーとしてアイルトン・セナ、ネルソン・ピケらと仕事を共にし、1989年にはチームマネージャーに昇格した。

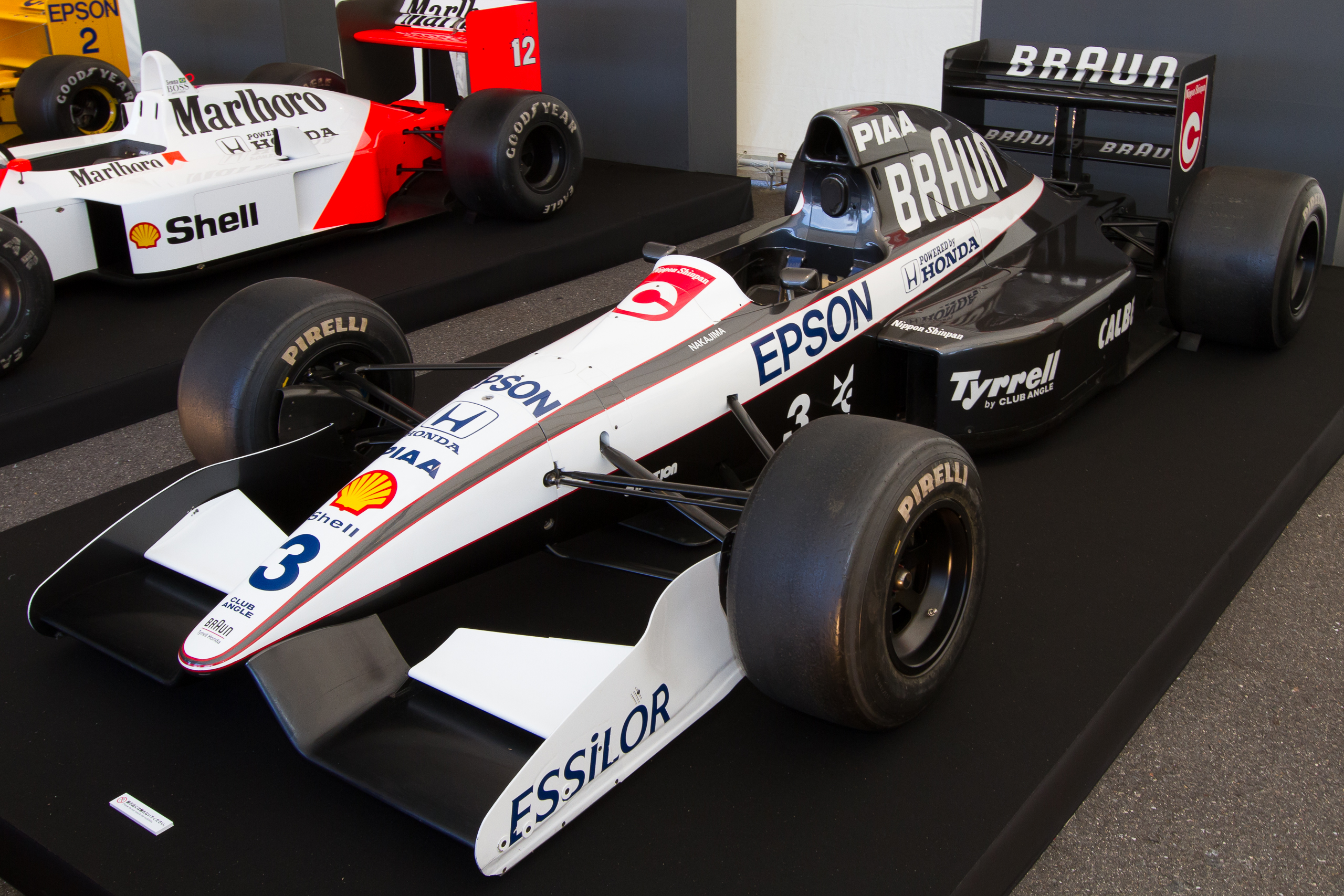
ティレル・020（1991年）

1年後にはティレルに移籍しチームマネージャーを4年務め、1995年にはマーケティング部の責任者に任命された。しかし1997年にティレルはブリティッシュ・アメリカン・タバコに買収され、マンウォリングは1998年にティレルを離れることとなった。その後、一時ホンダ・レーシング・ディベロップメント（HRD）に加入し、ホンダF1の独自シャシーによるレース参戦プロジェクト、ホンダ・RA099のテストなどに関わるが、ホンダが自社チームでの参戦ではなくB・A・Rへのエンジン供給へと方針を転換したことからHRDを離脱した。
その後、2001年にポール・ストッダートが救済したミナルディのチームマネージャーとなり、2002年の終わりにはローラ・カーズのマネージングディレクターになった。

## 評価
かつてティレルに所属していたステファノ・モデナはインタビューで、「私のF1でのキャリア全体を振り返ってみても、おそらく彼は最高のチームマネージャーだ」とマンウォリングを評価している。